# Naptár
Naptárnak nevezzük a napok nyilvántartásának rendszereit. A naptárak általában a Nap csillagok közötti mozgásán, az (évszakok) és a Hold fázisváltozásain alapulnak. A naptárak rendszere történelmi koronként és földrajzilag eltérő, gyakran kapcsolható a helyi társadalom vallásának rendszeréhez.
(L. még: Időszámítás)

## A naptár és az időszámítás kialakulása
Az idő mérésének igénye egyidős a gondolkodásra képes emberrel. Természetes időegységek voltak a nappalok és éjszakák rendszeres és mindenki számára föltűnő váltakozása, a növények és a természet rendszeres megújulása, és pusztulása, a Hold feltűnésének, nyugvásának, és alakjának változása. Ezeknek az ismétlődő jelenségeknek legfontosabb tulajdonsága a ciklikusságuk volt, és többé-kevésbé szabályos, kiismerhető időtartamuk. Közös tulajdonságuk még, hogy alapvetően befolyásolták az emberek mindennapi életritmusát egészen a modern időkig. Ezen időközök határozták meg munkájukat, öltözködésüket, pihenésüket, ünnepeiket, szokásaikat – azaz egész életüket. (Az élet ritmusa és időszemlélete gyakorlatilag az ipari forradalom idejéig nem változott jelentős mértékben az ókor óta: alapvetően a ló és az ökör vontatta szekerek és a gyaloglás határozta meg a szárazföldi utazást, az életvitel sebességét. A középkori és kora újkori hadseregek gyakran rosszabb menetidőket tudtak felmutatni, mint a köztársaságkori római hadsereg. A tengeri szállítás jelentős mértékben fejlődött a közel 2000 év alatt, de a kezdeti hajógőzgépekig szintén az evezőktől és a vitorláktól függött a hajók sebessége. Igazán jelentős változást az életvitelbe és az időszemléletbe a 19. századi vasút és közlekedési forradalom, illetve a második világháború utáni rohamos technikai fejlődés hozott. Ezt azért fontos hangsúlyozni, mert csak ezen újabb generációk életvitele, ritmusa és időszemlélete különbözik a korábbi korokétól. Leegyszerűsítve, a neolit letelepedett emberének időszemlélete és fogalma közelebb áll a 17-18. század európai parasztjáéhoz, mint ugyanezen földművelő életvitele, időfogalma a ma élő európai átlagemberéhez.)
A sok évszázados megfigyelések és a nemzedékek egymásutánisága elvezetett azon felismerésekhez, hogy például hány nap telik el, míg a Hold alakja megváltozik, majd ismét eléri korábbi méretét, nagyjából hány napnak kell eltelnie, míg a növények újra kizöldülnek, illetve termést hoznak. Persze ezek a megfigyelések függtek a megfigyelő közösség földrajzi elhelyezkedésétől: a nappalok és éjszakák váltakozása fontosabb és közvetlenül volt érzékelhető a mérsékelt övi és a trópusi embercsoportoknak, mint a Sarkkörön élőknek. A Nap járásának megfigyelése fontosabb volt az élelemtermelő, letelepedett emberi közösségeknek, mint a Hold megfigyelése, mert a termés és a mezőgazdasági munkák idejét a nappalok hosszának váltakozása határozta meg. A Hold változásai azonban könnyebben megfigyelhetők és szembetűnőbbek voltak, mint a napfordulók és napéjegyenlőségek idejének meghatározása.
A rendszeres, letelepedett, földművelő közösségek és a főleg állattenyésztéssel foglalkozó népek, törzsek számára azonban már nem volt elég a pusztán tapasztalati úton, történő időszámítás, a földdel kapcsolatos időszakos munkák, a rendelkezésre álló vetőmag és egyéb készletekkel való gazdálkodás megkövetelte a pontosabb időszámítás és naptárrendszert. Az első (ismert) naptárak ezért a nagy folyam menti civilizációk között születtek meg. Ezek a naptárak, ha kezdetlegesek is voltak, általában egy a területre jellemző ciklikusság miatt alakult ki: a tapasztalati úton korábban megismert áradással kapcsolatos nagy közös munkák megszervezését segítették. Ezek a munkák voltak azok, melyek szintén megkövetelték annak a társadalmi rétegnek a kiválását, mely a korábbi tapasztalatok nyomán képes lesz a pontosabb előrejelzésre, az írás kialakulásával pedig már rögzíteni is tudja tapasztalatait. A mindennapos észlelés helyébe ezeken a területeken (Egyiptom, Mezopotámia, India) lép először szintre a már tudományosnak tekinthető igény a naptárkészítésre, a korban lehetséges pontosságú számításokkal, korai matematikai és csillagászati megfigyelésekkel.

## A naptárrendszerek főbb tulajdonságai, naptári időegységek és eredetük
A tudományosnak tekinthető korai naptáraknak két fő kritériumát határozhatjuk meg: az egyik az, hogy a naptárnak törekednie kell a minél jobb pontosságra, illetve, hogy a megfigyelt és a naptár alapját jelentő természeti jelenségek ciklikussága alapvetően az égitestek mozgásától függ, és hogy ezek egymáshoz viszonyított mozgása és mozgásuk (pályájuk) hossza megfigyelhető és kiszámítható. Ezek a kritériumok vezettek el azokhoz az égitestmozgások megfigyeléséhez, melyek minden naptárrendszer alapjává váltak a történelem folyamán. Három ilyen alapvető, mindenki által észlelhető mozgás van.
A Föld forgása saját tengelye körül, az uralkodó ókori világképek és általában a kopernikuszi világkép előtt általában ez alatt a Nap látszólagos mozgását értették az égbolton keletről nyugati irányban. Ennek időtartama a nap. (A Földközi-tenger környéki ókori civilizációk tudósai általában a földközpontú világképet fogadták el, ennek legteljesebb kidolgozása Arisztotelész és Ptolemaiosz végezte el. A görögök azonban ismerték a heliocentrikus világképet is, de ezek a nézetek nem terjedtek el széles körben még a kor tudósai közt sem, sőt egyenesen az istenek elleni káromlásnak tartották ezeket a nézeteket. Bár Arisztarkhosz és a babiloni Szeleukosz zseniális sejtései közel voltak a valósághoz, korukat megelőző elméletek voltak.)
A második a mértékegység a hónap, mely a Hold Föld körüli keringésének időtartama.
A harmadik naptári alapegység a Föld Nap körüli keringését idejét jelenti, illetve a hagyományos földközpontú értelmezés szerint ez a Nap keringésének ideje a Föld körül. Ez az év.
A nap, hónap, év felosztás az alapja minden naptárrendszernek, ezek az időegységek a természet által diktált változatlan és az emberi cselekvéstől és akarattól független jelenségeken alapulnak. Minden ezen túl mutató naptári és időegység mesterségesen létrehozott, így például a hét, vagy a nap részei, az óra, a perc, stb. Ezek hagyományok, vallások, megegyezések és egyéb társadalmi jelenségek útján jöttek létre. Le kell szögezni azonban, hagy a három alapegység sem teljesen egyenrangú. A Hold mozgása és ciklusa kevésbé határozza meg életünket, mint a nap és az év. Ez különösen szembetűnő a ma használt naptárakban: a hónapok eredetileg a Hold fázisait követték, ugyanakkor ma már csak az év 1/12 részét értjük ezen fogalom alatt.
A mai polgári naptár szerinti nap időtartam az úgynevezett szoláris nap. Ez azt az időtartamot jelenti, mely idő alatt a Nap látszólagos pályáján másodszor érkezik annak legmagasabb pontjára. Fontos leszögezni, hogy két napkelte és két napnyugta között nem lehet a nap időtartamát meghatározni, mert ezek a nappalok és éjszakák hosszának váltakozása miatt nem állandóak.
A nap részei, az óra, perc, másodperc, (váltószámaik 24, 60, 3600) történelmi örökségünk, végső soron a nap ilyen felosztása sumér eredetű. A nap kezdete egy másik fontos kérdés, és megítélése bár evidensnek tűnik, mégse egyértelmű, és koronként változó volt.
A klasszikus görög-római kultúrkörben a nap kezdete körülbelül a reggel hat órát jelentette, átlagban. Amikor Horatius arra utal, általában a nap tizedik órájában kezd neki az írásnak, az gyakorlatilag délelőtt tíz órát jelent. Ez a napkezdés a mindennapi élet ritmusát jelentette, a vallási ünnepek, melyek az ősi idők hagyományait követve a Hold járásától függtek főképp, (vö. a húsvét idejének kiszámításával: A karácsony dátuma a Nap járását alapul vevő, ún. szoláris naptárrendszereken alapul, míg a húsvét zsidó eredetű ünnep (illetve a dátuma zsidó ünnephez képest volt meghatározva az evangéliumban, e szerint Jézust a Peszach-ünnep első napját közvetlenül megelőző pénteki napon feszítette keresztre Poncius Pilatus római praefectus Iudeae) és a zsidó naptár Hold alapú, (úgynevezett lunáris naptár) nem reggel kezdődtek, hanem előző éjszaka. Ez a szokás is fennmaradt a mai ünnepeink formájában: ilyen a karácsonyi szenteste, illetve újév megünneplése már Szilveszter napján.
A pragmatikus gondolkodású rómaiak bevezettek egy harmadik napkezdet-számítást. Ezt a jogban kezdték alkalmazni: a vállalt határidők lejártának az éjfélt tekintették, ez jelentette a nap végét, illetve kezdetét. A római hagyományt követve vették át ezt a számolási rendszert az európai népek, általánossá csak a 17. században lett. Szintén ókori hagyomány szerint először meghagyták a 12-12 órás rendszert, és csak 1884-ben lett kötelező a 24 órás rendszer a nemzetközi szerződések értelmében. (Az egységesítést és a 24 órás beosztást főleg a vonatmenetrendek nemzetközi egyeztetése miatt vezették be, de a 12 órás beosztás még ma is a hétköznapi élet része, elég csak a (mutatós) órák számlapjaira gondolni.)
A hónap mint feljebb szó volt róla, a holdfázisokat követi, és ezek határozták meg eredetileg a hónap hosszát. A Hold mozgása miatt, mivel földkörüli pályája 5 fokos szöget zár be a Föld napkörüli keringési síkjával, a hónap hossza változó, átlagosan 29 nap, 12 óra, 3 perc. (A Hold pálya is elliptikus természetesen, és ezért keringési sebessége nem állandó, valamint befolyásolja a Nap és a Föld gravitációs tere is. Ezek miatt a hónapok hossza akár 13 órával is eltérhetnek, ami elég ahhoz, hogy az újhold (a Hold első láthatóságát tekintették a hónap kezdetének az ókorban) a vártnál korábban vagy később jelentkezik egy éjszakával. Ennek a bizonytalanságnak a kiküszöbölésére törekedtek már az ókori babilóniai csillagászok is, és táblázatokat készítettek a Hold mozgásának megfigyeléshez és előrejelzésnek. Ezek alapján Hipparkhosz fél perces közelítéssel meg tudta határozni a szinódikus holdhónap hosszát az i. e. 2. század közepén. A holdhónap kezdete az újhold volt, amikor először figyelték meg a vékony holdsarló megjelenését az égen. A különböző kultúrák még akkor is ragaszkodtak a megfigyelésen alapuló holdhónap kezdethez tradicionális okokból, amikor már lehetőségük lett volna a holdhónapok kezdetének megállapítására pusztán a számítások segítségével. Így például Athénben még az i. e. 5. században is megfigyelések útján állapították meg a hónap kezdetét, sőt a hivatalos zsidó naptárban a hónap kezdőpontjának megfigyeléséhez szemtanúk vallomása kellett még az i. sz. harmadik században is.
Az év meghatározása már nehezebb feladat csillagászati megfigyelések útján. Az év alatt azt az időtartamot értjük, mely alatt a Nap delelési pontja egy adott földrajzi helyen ismét az égbolt azonos pontján tűnik fel. Ez az időtartam a szoláris év = 365 nap, 5 óra, 48 perc, 46 sec. (Az ókorban általánosan 365 és ¼ nappal számoltak.) Megfigyelésére már az ókorban is többféle módszert ismertek, ezek közül az egyik legismertebb a Szóthisz (Sirius) csillag látszólagos heliakus felkelése, mely az egyiptomi napév alapja lett. Azonban az ilyen megfigyelésekhez száraz és felhőtlen égbolt volt szükséges szinte egész évben, ami kevés helyen állt rendelkezésre. Másik módszer volt, a gnómónok segítségével mért napév hossz, ekkor két nyári napforduló közti időszakot határoztak meg a két legrövidebb déli árnyék segítségével.
Alapvető probléma a naptárak készítésekor, hogy a három természetes alapmértékegységet kell összeegyeztetni egy adott naptárban. Tehát napban kifejezve: a 29 és 30 napos holdhónapokat kellett a 365 ¼ napos napévvel egyeztetni. Ezekre a különböző kultúrák más és más megoldást választottak, és ezek alapján három különböző naptárrendszert tudunk megkülönböztetni: lunáris naptár, szoláris naptár, luniszoláris naptár. A naptárkészítéskor a mindennapi élethez természetesen egész számokra volt szükség. Kiszámították, hogy kb. 12 holdhónap tesz ki egy napévet, de ez így kapott holdév kb. 11 nappal rövidebb, mint kellene. Ennek kiküszöbölésére vezették be azt a módszert, hogy beiktattak egy plusz hónapot, így egyes évek szökőévek lettek, azaz 13 hónapot tartalmaztak. Ez a luniszoláris naptár, mikor a holdhónapokon alapuló holdévet igazították a napév hosszához, általában úgy, hogy ciklikusan 354 és 384 napos évek váltották egymást, így kiadva átlagban a 365 ¼-es napévet. A ciklus hossza változó lehetett, a legáltalánosabb a 8 és 19 éves ciklusok voltak.

### Mai naptárrendszerek
- Gergely-naptár
- Julián naptár (vagy Julianus naptár)
- zsidó naptár
- kínai naptár
- japán naptár
- ortodox naptár
- katolikus naptár
- református naptár
- evangélikus naptár
- iráni naptár
- ír naptár
- Muszlim naptár (iszlám naptár)
- etióp naptár
- hindu naptárak
- javított juliánus naptár
- kopt naptár
- Thai napnaptár
- Zoroaszter-naptár (párszit beleértve)
- Malajalam-naptár
- Bahái naptár
- Szabadkőműves naptár
- Banki naptár
- Julián dátum
- ISO 8601 hét-nap naptár és a javasolt dátumforma Archiválva 2011. június 14-i dátummal a Wayback Machine-ben
- 53 hetes naptár
- Metonikus naptár
- 1900 dátumrendszer (Windows)
- 1904 dátumrendszer (Macintosh)

### Ma már nem használt naptárrendszerek

#### Ókori kultúrák naptárai
- Azték naptár
- Babilóniai naptár
- Maja naptár
- Ókori egyiptomi naptár
- Ókori görög naptár
- Ókori római naptár
- Szeleukida korszak(wd)

#### Újkori naptárak
- Dzsucse-naptár
- Francia forradalmi naptár
- Pozitivista naptár
- Svéd naptár
- Szovjet forradalmi naptár
- Thai holdnaptár

### Javasolt naptárak
- Dariusi naptár a Marsi holdak, a Galilei-holdak és a Titán hold mozgásán alapuló naptár azoknak, akik a Marson fognak lakni.
- naptárreformok:
  - világnaptár

## A naptár megjelenési formája

Havi naptár a magyar névnapok, ünnepnapok és a hét sorszáma megadásával

A naptár megjelenési formája az évezredek során a technika, technológia függvényében változott. Manapság a legelterjedtebb forma a papíralapú, nyomdai úton készített naptár. Jól szerkesztett naptár jelöli az adott ország törvényes ünnepnapjait, munkaszüneti és szabadnapjait, a hetek számát. A naptárak különféle csillagászati utalásokat (pl. holdtölte vagy telihold, napkelte jelölése, időpontja naponként) is tartalmazhatnak.
Az utóbbi két évszázadban elterjedt a gazdasági naptár fogalma is, amely tulajdonképpen gyűjtőnév. Általában egy adott ország, cég, műveleti egység életében bekövetkező (vagy megtörtént) fontos gazdasági eseményeket jelöli. Tágabb értelemben idesorolható a banki értéknap naptár, munkaidőnaptár.
Banki értéknap naptár
Egy negyedévet egyben mutat meg. A naptári hónapok tartalmazzák a törvényes ünnep-, szabad- és szünnapokat. Így ez jól használható pl. a számla (bizonylat) fizetési határidejének, valamint a kamatszámítás napjainak meghatározásához.
Munkaidőnaptár
Havonta tartalmazza a ledolgozandó órákat, a törvényes munkanapokat. Rendkívül nagy a jelentősége pl. a társadalombiztosításban.